# Cancer (állatnem)
A Cancer a felsőbbrendű rákok (Malacostraca) osztályának a tízlábú rákok (Decapoda) rendjébe, ezen belül a tarisznyarákok (Cancridae) családjába tartozó nem.

## Rendszerezés
A nembe az alábbi 14 faj tartozik:
- Cancer amphioetus M. J. Rathbun, 1898
- Cancer antennarius Stimpson, 1856
- Cancer anthonyi M. J. Rathbun, 1897
- Cancer bellanius
- Cancer borealis Stimpson, 1859
- Cancer branneri M. J. Rathbun, 1926
- Cancer gracilis Dana, 1852
- atlanti sziklarák (Cancer irroratus) Say, 1817
- Cancer jordani M. J. Rathbun, 1900
- Cancer macrophthalmus (M. J. Rathbun, 1906)
- Cancer magister Dana, 1852
- Cancer oregonensis (Dana, 1852)
- nagy tarisznyarák (Cancer pagurus) Linnaeus, 1758
- Cancer productus J. W. Randall, 1840